# Argyresthia conjugella
Argyresthia conjugella је инсект из реда лептира (Lepidoptera), а припада фамилији Argyresthiidae. 

## Опис
Распон крила је од 10 до 14 мм. Ова врста је једна од већих врста из рода Argyresthia. Глава је жућкасто бела, предња крила су тамнољубичасте боје са белом пругом. Задња крила су сиве боје. Гусенице су бело-жуте боје. Јаја су округла, светло црвене боје са црним тачкама. Женка их полаже појединачно на незреле плодове. 

## Распрострањење
Распрострањена је у Северној Америци, Европи и Азији. У Србији је ова врста једино забележена на Пештерској висоравни.  

## Биологија
Гусенице су величине до 7 мм и хране се врстама из рода Malus и Prunus и врстом Sorbus aucuparia. Адулти лете од маја до јула. Имају једну до две генерације годишње. Могу се видети преко дана како лете око биљки хранитељки, а ноћу долазе на светло. У Скандинавији је сматрају штеточинама јабуке.   

## Синоними
- Argyresthia aerariella Stainton, 1871

## Подврсте
- Argyresthia conjugella f. aerariella Stainton, 1871
- Argyresthia conjugella f. conjugella Zeller, 1839
- Argyresthia conjugella f. maculosa Tengström, 1847